# Blues Sonata (Charlie Byrd)
| Recensione | Giudizio |
| ---------- | -------- |
| AllMusic   |          |

Blues Sonata è un album discografico del chitarrista jazz statunitense Charlie Byrd, pubblicato dall'etichetta discografica Offbeat Records nella primavera del 1962 (uscì poco prima dell'album: Jazz Samba).

## Tracce

### LP
Lato A
1. Polonaise Pour Pietro (The Blues Sonata) – 6:54 (Charlie Byrd) – Registrato il 24 ottobre 1961
2. Ballad in B Minor (The Blues Sonata) – 4:57 (Charlie Byrd) – Registrato il 24 ottobre 1961
3. Scherzo for an Old Shoe (The Blues Sonata) – 9:01 (Charlie Byrd) – Registrato il 24 ottobre 1961

Lato B
1. Alexander's Ragtime Band – 5:25 (Irving Berlin) – Registrato il 23 ottobre 1961
2. Jordu – 4:35 (Duke Jordan) – Registrato il 23 ottobre 1961
3. That Old Devil Called Love – 4:46 (DorisFischer, Allan Roberts) – Registrato il 23 ottobre 1961
4. Zing! Went the Strings of My Heart – 4:29 (James Frederick Hanley) – Registrato il 23 ottobre 1961

## Musicisti
Polonaise Pour Pietro / Ballad in B Minor / Scherzo for an Old Shoe
- Charlie Byrd - chitarra
- Keter Betts - contrabbasso
- Buddy Deppenschmidt - batteria

Alexander's Ragtime Band / Jordu / That Old Devil Called Love / Zing! Went the Strings of My Heart
- Charlie Byrd - chitarra
- Barry Harris - piano
- Keter Betts - contrabbasso
- Buddy Deppenschmidt - batteria

Note aggiuntive
- Orrin Keepnews - produttore
- Registrazioni effettuate il 23 e 24 ottobre 1961 al Plaza Sound Studios di New York City, New York (Stati Uniti)
- Ray Fowler - ingegnere delle registrazioni
- Ken Deardoff - design album
- Steve Schapiro - fotografie retro ed interno copertina album originale
- Joe Goldberg - note retrocopertina album originale[2]